# Isola Roti
L'isola Roti (Pulau Rote in indonesiano) è un'isola dell'Indonesia.

## Geografia
L'isola Roti appartiene alla provincia di Nusa Tenggara Orientale che occupa la parte più orientale delle Piccole Isole della Sonda. Le coste raggiungono una lunghezza totale di circa 291 km e con una superficie di 1.226 km² l'isola si colloca al 285º posto tra isole più grandi del mondo.

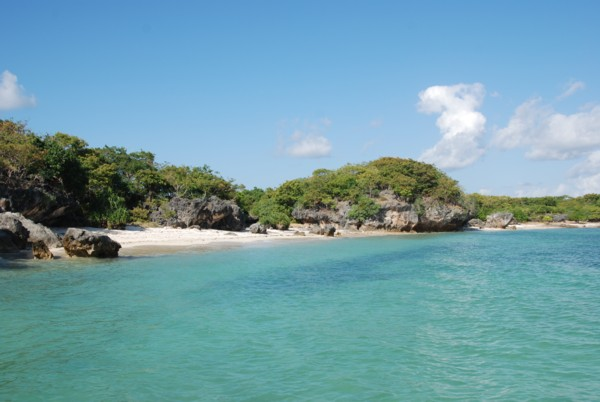
Nusa Manuk, Sud Ovest di Roti

 Roti si trova tra il mare di Savu a nord e il mar di Timor a sud. Dista 170 km dalla costa australiana e 170 km dalle isole Ashmore e Cartier. A ovest dell'isola si trovano la più piccola Savu e l'isola Sumba. A soli 14 km a sud si trova infine la disabitata isola Dana che è la più meridionale dell'intera nazione. Il centro principale di Roti è la città di Baa.